# Kockengense Molen
De Kockengense Molen is een wipmolen iets ten zuiden van het dorp Kockengen, in de Nederlandse provincie Utrecht.
De molen is in 1675 gebouwd en heeft tot 1960 de polder Kockengen op windkracht bemalen. Na 1962 is de molen als reservegemaal gaan dienen voor een groter gebied waarbij enkele polders zijn gecombineerd. Sinds 1963 is molen eigendom van de Stichting De Utrechtse Molens. De molen onderging in 1983 een forse restauratie en is in 2005 wederom gerestaureerd. Het wiekenkruis bestaat nog uit zogenaamde Potroeden. Deze hebben een lengte van bijna 24 meter en zijn voorzien van het oudhollands hekwerk met zeilen. De molen slaat het water uit door middel van een scheprad.